# Tu veneno
A Tu veneno (jelentése spanyolul: „A te mérged”) Natalia Oreiro uruguayi énekesnő 2000-ben kiadott stúdióalbuma.

## A lemez számai
1. Tu veneno – „A te mérged” (2:59)
2. Río de La Plata – „Ezüst folyó” (4:32)
3. Cómo te olvido – „Hogy felejtselek el” (3:41)
4. Luna brava – „Vad hold” (4:12)
5. Aburrida – „Unalomban” (3:38)
6. Estamos todos solos – „Mindannyian egyedül vagyunk” (3:38)
7. Gitano corazón – „Cigány szív” (3:02)
8. Febrero  – „Február” (4:35)
9. Dónde irá  – „Hová mehet” (4:59)
10. Basta de ti – „Elég belőled” (3:28)
11. Mata y envenena – „Megöl és megmérgez” (4:47)
12. Si me vas a dar tu amor – „Ha majd nekem adod a szerelmed” (4:40)
13. Qué pena me das – „Mennyire elkeserítesz” (3:28)
14. Un ramito de violetas – „Egy kis csokor ibolya” (4:31)
15. Caliente – „Forró” (3:30)